# Richard von Perger
Richard von Perger, né le 10 janvier 1854 à Vienne et décédé le 11 janvier 1911, est un chef d’orchestre, pédagogue et compositeur autrichien.

## Biographie
Il est le fils du peintre et écrivain Anton von Perger. Il étudie le violoncelle avec Franz Schmidtler et la théorie avec Leopold Alexander Zellner.
Il sert dans l’armée autrichienne durant la campagne de Bosnie (1878) et il obtient une bourse qui lui permet d’étudier avec Johannes Brahms (1880 – 1882). De 1890 à 1895, il est directeur du Conservatoire de Rotterdam (Pays-Bas)  et aussi chef de la section locale de la Maatschappij tot Bervordering van Toonkunst.
En 1895, il retourne à Vienne et devient le directeur général de la Société des amis de la musique (la Gesellschaft der Musikfreunde), du Conservatoire durant la période 1899 à 1907. Il est également entre 1899 et 1901 aux côtés d’Eduard Kremser chef d’orchestre de la Wiener Männergesangvereines (Association des chœurs d’hommes de Vienne).
En 1904, Il est nommé officier de l’Académie des beaux-arts de Paris. Son frère, Hugo von Perger, est un chimiste réputé.

## Œuvres principales
- Der Richter von Granada (Le Juge de Grenade), opéra-comique sur son propre livret (Cologne, 1889),
- Die 14 Nothhelfer, singspiel (Vienne, 1891),
- Das stählerne Schloss (le Château de fer), conte de fées musical (Vienne, 1904),
- Concerto pour violon,
- Quatuor à cordes n° 1 en sol mineur, op 8 (1886)
- Quintette à cordes en ré majeur, op 10 (1887)
- Quatuor à cordes n° 2 en si bémol majeur, op 11 (1887)
- Trio à cordes en ré mineur, op 12 (1888)
- Quatuor avec piano en la majeur, op 14 (1883, éd. 1889)
- Quatuor à cordes n° 3 en la majeur, op 15 (1889)
- Sérénade pour piano, violon, violoncelle en sol majeur, op 17 (1889)

Il publie une biographie sur Brahms (1908 – nouvelle édition de Henried, 1934) ainsi que son Histoire de la Gesellschaft der Musikfreunde in Wien avec Robert Hirschfeld publiée à titre posthume (1912).

## Sources
- (de) Cet article est partiellement ou en totalité issu de l’article de Wikipédia en allemand intitulé « Richard von Perger » (voir la liste des auteurs).